# Куліков Віктор Олексійович
Віктор Олексійович Куліков (нар. 29 січня 1971, Українська РСР) — український футболіст, нападник та півзахисник.

## Життєпис
Футбольну кар'єру розпочав 1992 року в мозирському «Поліссі», а в 1994 році відправився до бобруйського «Фандока». Сезон 1994/95 років розпочав у свтлогорському «Хіміку», але незабаром після чого перейшов до «Ведрича» (Речиця). Під час зимової перерви сезону 1994/95 років повернувся до України, де підписав контракт з маріупольським «Металургом». Влітку 1996 року перейшов у житомирський «Хіміка». Влітку 1997 року виїхав до Азербайджану, де пісилив склад «Аразу» (Баку), який наступного року змінив назву на «Бакили» (Баку). Влітку 1999 року прийняв запрошення «Шамкіра»,  з яким виграв національний чемпіонат. У 2004 році завершив кар'єру футболіста.

## Досягнення

### Клубні
«Шамкір»
- Прем'єр-ліга Азербайджану
  -  Чемпіон (3): 2000, 2001, 2002
  -  Срібний призер (1): 2004

- Кубок Азербайджану
  -  Фіналіст (1): 2004